# Незалежні спортсмени FINA на Чемпіонаті світу з водних видів спорту 2015
На Чемпіонат світу з водних видів спорту 2015, який пройшов від 24 липня до 9 серпня в Казані (Росія), членство принаймні однієї з національних федерацій FINA (Шрі-Ланка|Шрі-Ланки) було призупинене і отже і отже їй не дозволено було виставляти своїх спортсменів на чемпіонат. Тож спортсмени Шрі-Ланки виступали під прапором "FINA", як незалежні.

## Плавання
Плавці Шрі-Ланки виконали кваліфікаційні нормативи в дисциплінах, які наведено в таблиці (не більш як 2 плавці на одну дисципліну за часом нормативу A, і не більш як 1 плавець на одну дисципліну за часом нормативу B):
Чоловіки
| Спортсмен         | Дисципліна           | Попередній заплив | Попередній заплив | Півфінал        | Півфінал        | Фінал           | Фінал           |
| Спортсмен         | Дисципліна           | Час               | Місце             | Час             | Місце           | Час             | Місце           |
| ----------------- | -------------------- | ----------------- | ----------------- | --------------- | --------------- | --------------- | --------------- |
| Метью Абейсінгх   | 100 м вільним стилем | 50.93             | 54                | Завершив виступ | Завершив виступ | Завершив виступ | Завершив виступ |
| Черантха де Сілва | 50 м вільним стилем  | 24.32             | 64                | Завершив виступ | Завершив виступ | Завершив виступ | Завершив виступ |
| Черантха де Сілва | 100 м батерфляєм     | 57.79             | 60                | Завершив виступ | Завершив виступ | Завершив виступ | Завершив виступ |

Жінки
| Спортсменка  | Дисципліна           | Попередній заплив | Попередній заплив | Півфінал         | Півфінал         | Фінал            | Фінал            |
| Спортсменка  | Дисципліна           | Час               | Місце             | Час              | Місце            | Час              | Місце            |
| ------------ | -------------------- | ----------------- | ----------------- | ---------------- | ---------------- | ---------------- | ---------------- |
| Кіміко Рахім | 100 м на спині       | 1:05.61           | 49                | Завершила виступ | Завершила виступ | Завершила виступ | Завершила виступ |
| Кіміко Рахім | 200 м на спині       | 2:21.18           | 41                | Завершила виступ | Завершила виступ | Завершила виступ | Завершила виступ |
| Мачіко Рахім | 50 м вільним стилем  | 27.49             | 63                | Завершила виступ | Завершила виступ | Завершила виступ | Завершила виступ |
| Мачіко Рахім | 100 м вільним стилем | 59.50             | 64                | Завершила виступ | Завершила виступ | Завершила виступ | Завершила виступ |

Змішаний
| Спортсмени                                                  | Дисципліна                        | Попередній заплив | Попередній заплив | Фінал            | Фінал            |
| Спортсмени                                                  | Дисципліна                        | Час               | Місце             | Час              | Місце            |
| ----------------------------------------------------------- | --------------------------------- | ----------------- | ----------------- | ---------------- | ---------------- |
| Метью Абейсінгх Мачіко Рахім Черантха де Сілва Кіміко Рахім | Естафета 4 × 100 м вільним стилем | 3:42.94           | 17                | Завершили виступ | Завершили виступ |
| Кіміко Рахім Мачіко Рахім Метью Абейсінгх Черантха де Сілва | Естафета 4 × 100 м комплексом     | 4:19.24           | 22                | Завершили виступ | Завершили виступ |